# Обер-форшнейдер
Обер-форшнейдер (от нем. Obervorschneider), главный разрезатель кушаний — придворный чин в Российской империи, учреждённый 30 августа 1856 года в связи с коронацией императора Александра II. Чин относился к числу вторых чинов двора, то есть соответствовал 3-му классу Табели о рангах; но если лицо, им пожалованное, имело чин 2-го класса, то оно считалось в числе первых чинов двора. 
Обязанности обер-форшнейдера заключались в сопровождении подносимых к императорскому столу блюд (под эскортом двух офицеров Кавалергардского полка с обнаженными палашами), разрезании мяса и наполнении тарелок императорской четы.
Этим чином были пожалованы всего два человека: тайные советники Н. А. Муханов (в 1856 году) и С. А. Гендриков (в 1882 году). После пожалования в действительные тайные советники соответственно в 1866 и 1891 годах они пожизненно считались в числе первых чинов двора.

## Известные обер-форшнейдеры
- См. Категория:Обер-форшнейдеры